# 짐 매캔
제임스 '짐' 매캔(James 'Jim' McCann, 1944년 10월 26일~2015년 3월 5일)은 아일랜드의 포크 가수이며 뮤지컬 배우이다. 대체로 솔로 가수로 활동했으나, 1974년부터 1979년까지는 더 더블리너스에 긴급 투입되어 멤버로 활동하였다. 유니버시티 칼리지 더블린(University College Dublin)에 다니던 의대생이었으나(한국으로 따지자면 연세대학교 의대임) 포크 음악에 관심을 갖고 1964년부터 포크 가수로 활동하기 시작했다. 대부분의 포크 가수들처럼 포크 클럽에서 활동하다가 1965년에 더 러들로스(The Ludlows)라는 포크 그룹에 가입하여 1967년까지 활동했다. 이후로 솔로 가수로 활동하였고, 1973년에는 록 뮤지컬 '지저스 크라이스트 슈퍼스타'(Jesus Christ Superstar)에 베드로 역으로 출연하기도 했다.
1974년도에 기타 라인의 붕괴로 인해 비상 사태가 발생한 더 더블리너스에 긴급 수혈되었다. 이 해에 더 더블리너스의 키어런 버크(보컬, 기타, 틴 휘슬, 하모니카)는 뇌졸중으로 쓰러졌고, 로니 드루(메인 보컬, 기타)는 그룹을 탈퇴했기 때문에 더 더블리너스의 기타 라인이 완전히 무너져 버렸다. 그래서 기타리스트인 짐 매캔이 긴급 수혈된 것이다. 이후 짐 매캔은 로니 드루가 복귀하던 1979년까지 멤버로 활동하다가 그 해에 그룹을 탈퇴하였다. 이후 솔로 가수로 활동하면서, 이따금 더 더블리너스와 함께 공연을 하기도 하였다.
2002년에 더 더블리너스 40주년 기념 행사에 동참하였으나, 투어 도중 후두암으로 진단을 받았다. 이 때문에 음악계에서 은퇴하였으나, 후두암은 완치되었다. 더 더블리너스의 공연 시에 사회를 보거나, 앨범 표지 사진을 찍거나, 에이먼 캠벨이 빠질 경우 기타 반주자로 대신 들어가는 등, 더 더블리너스와 협력 관계를 맺었다. 2012년 12월 30일 더 더블리너스의 마지막 공식 공연 때 세션으로 출연하여 기타를 연주하였다. 2015년 3월 5일에 노환으로 인해 항년 70세를 일기로 사망하였다.